# Свята Анфіса
Свята Анфіса - (Анфуса, Анфіса Нова), мучениця (пам. 9 вересня.). Час її подвигів і місце мученицької кончини невідомі. За сповідання Ісуса Христа святая була одягнена у волосяне лахміття, їй прив'язали камінь на шию і кинули в колодязь. Пам'ять Анфіси міститься в різних списках Типікона Великої церкви IX-XI ст. під 27 Серпня ща старим стилем, або під 28 Серпня. У більшості візант. і рос. календарів її пам'ять відзначається 27 Серпня. У складі слав Віршового Прологу, перекладеного в 1-й пол. XIV ст. (Мабуть, сербами на Афоні), знаходиться вірш святій Анфісі. Він поміщений також у заголовок великомучениці.